# Mehrkanal-Tonsystem

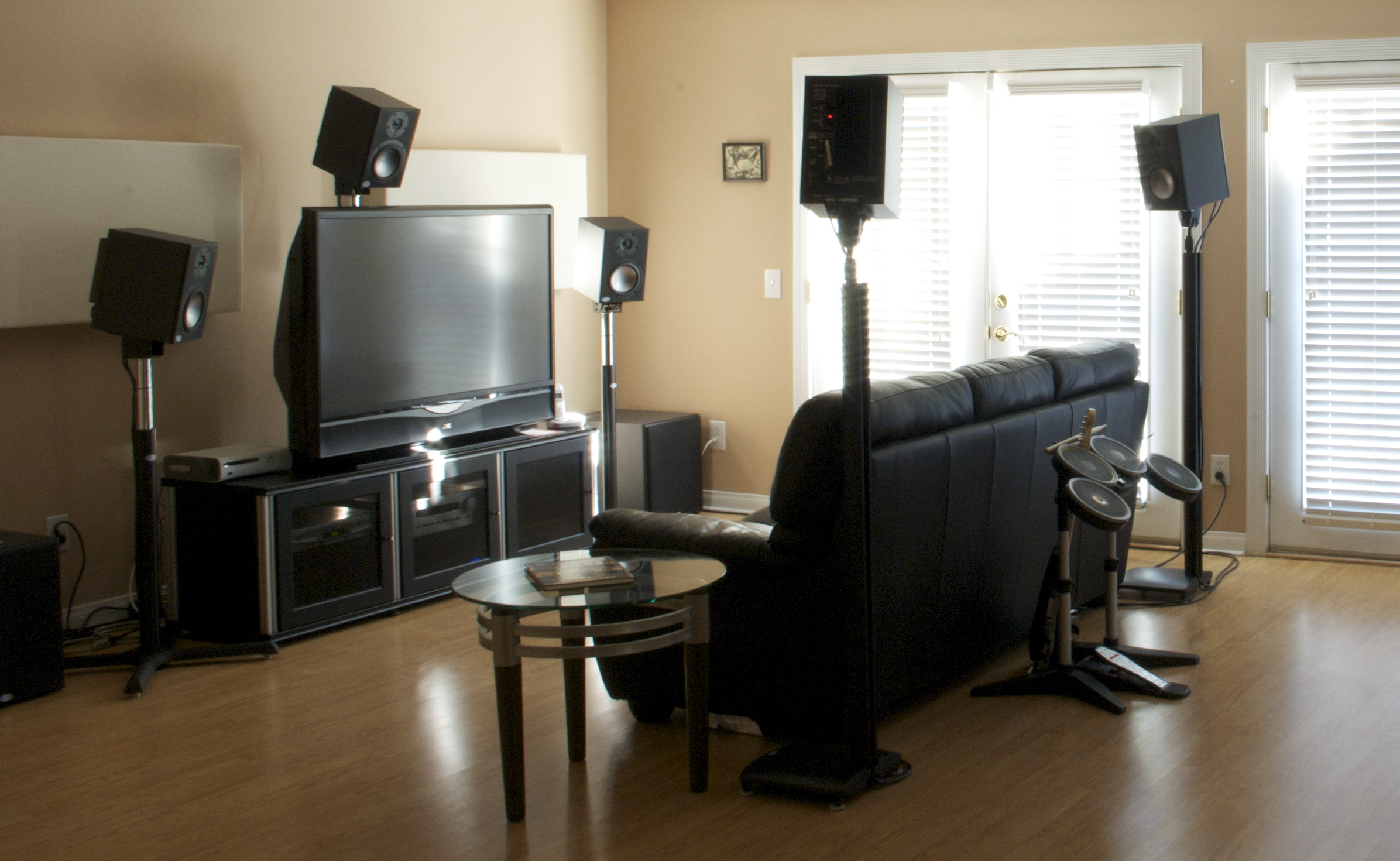
Lautsprecherset einer Mehrkanal-Heimkinoanlage. Vorne links, rechts und in der Mitte sowie hinten stehen die Lautsprecher

Ein Mehrkanal-Tonsystem, oft auch Soundsystem genannt, bezeichnet eine Musikanlage mit mehreren Kanälen, die vor allem zur Tonwiedergabe im Kino und beim Heimkino eingesetzt werden. Ziel von Mehrkanal-Tonsystemen ist es, ein möglichst realistisches räumliches Klangerlebnis zu ermöglichen, den Raumklang. In der Heim-Unterhaltungselektronik werden dazu heute AV-Receiver, das sind technisch aufwändige Mehrkanal-Audioverstärker, in Kombination mit mindestens sechs Lautsprecherboxen eingesetzt, die etwa für das DVD-Standard-Tonformat Dolby Digital 5.1 nötig sind.

## 1 Kanal

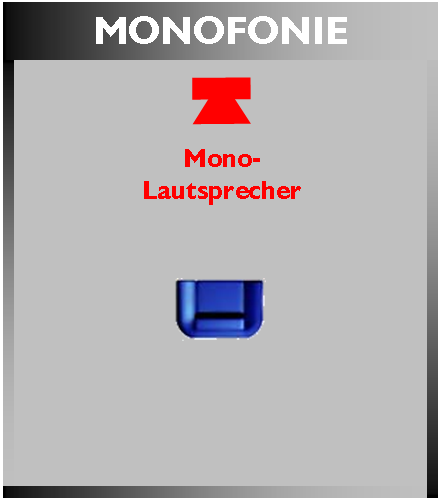
Schematische Darstellung der Monofonie

Vor der Einführung von Mehrkanalsystemen gab es nur Mono. Die erste Mono-Aufnahme wurde 1877 angefertigt, 1972 erschien die erste monaurale Videokassette.
- jedes Tonwiedergabesystem erlaubt auch Mono-Wiedergabe, dabei wird über alle Kanäle bzw. Lautsprecher dasselbe Signal wiedergegeben. Die spezifischen Eigenschaften des jeweiligen Tonwiedergabesystems (z. B. Stereo) fallen dabei weg. Statt des für das jeweilige Tonwiedergabesystem spezifischen Raumklangs wird dabei das Monosignal lediglich auf einer breiteren Basis wiedergegeben und klingt meistens voller als bei der Wiedergabe über nur einen Lautsprecher.

- Dolby Digital bietet eine 1.0-Kodierung.

## 2 Kanäle

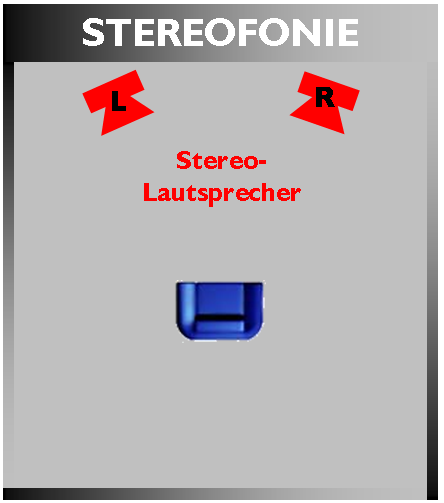
Schematische Darstellung der Stereofonie

Bei diesem Verfahren verfügen beide Kanäle über die gleiche Bandbreite. Das System der stereofonen Tonwiedergabe wurde in den 1930er Jahren entwickelt, aber erst seit den 1960er Jahren verwendet.
- Stereo verwendet beide Kanäle, um räumliche Klanginformation zu übermitteln.
- Der Hörer wählt einen von 2 Kanälen (bilinguale Übertragung oder Kommentarspur).

## 3 Kanäle

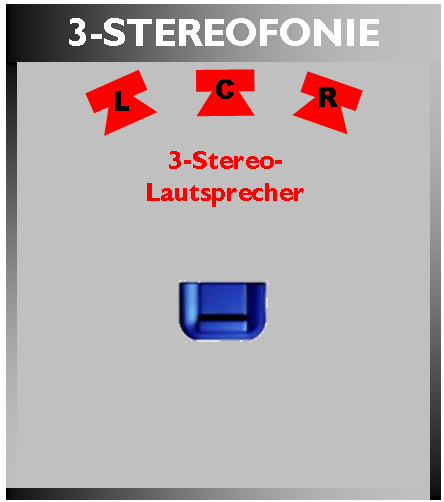
Schematische Darstellung der 3-Stereofonie

### 2 Kanäle und Hilfskanal
Der Hilfskanal hat nicht die volle Bandbreite und dient bei Filmen z. B. als zusätzlicher Center-Lautsprecher für Dialoge.
- Analoge Raumklang-Systeme

### 3 gleichwertige Kanäle
- Dolby Digital als Speichermedium für alte Analog-Aufnahmen
- Im sogenannten 3-Stereo ist das Klangfeld in drei vordere Kanäle aufgeteilt.
- Es ist ein Übergangsschritt von der Stereofonie zur Quadrofonie.

## 4 Kanäle

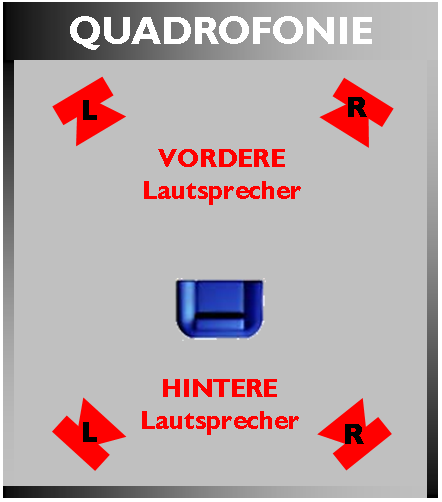
Schematische Darstellung der Quadrofonie

### 2 Kanäle und 2 Hilfskanäle
- Dolby Surround Prologic
- Dolby Stereo
- Dolby SR

### 4 Kanäle
- Quadrofonie
- Beispielsweise bei Filmaufnahmen wurde der Ton mit vier separaten Mikrofonen aufgenommen, wobei allerdings Probleme bei der Kanaltrennung auftraten. Hierbei gelang es anfangs nicht, die Aufnahme so zu gestalten, dass die gewünschten Raumeffekte in erforderlicher Intensität auftraten.
- MUSE-LD: Links – Mitte – Rechts – Hinten

## 5 Kanäle

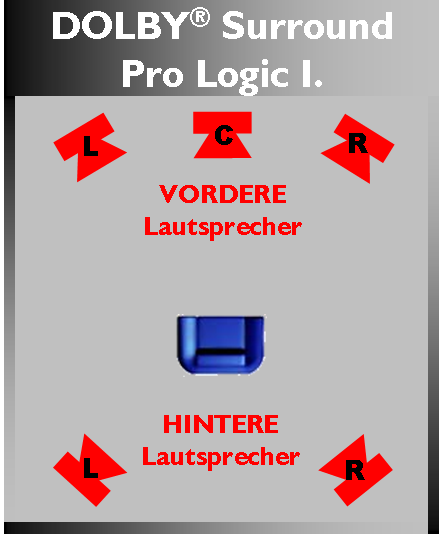
Schematische Darstellung von Dolby Surround Pro Logic I.

Das erste Tonsystem mit fünf Lautsprechern ist das von Dolby in den 1980er Jahren entwickelte Surround Pro Logic I. Im Gegensatz zur Quadrofonie wurde ein Center-Lautsprecher zugeführt und damit ein neuer Kanal eingeführt, über den Dialoge in Filmen wiedergegeben werden. Allerdings geben bei Dolby Surround Pro Logic I. die beiden hinteren Lautsprecher dasselbe wieder.
- Dolby 5.1

## 6 Kanäle

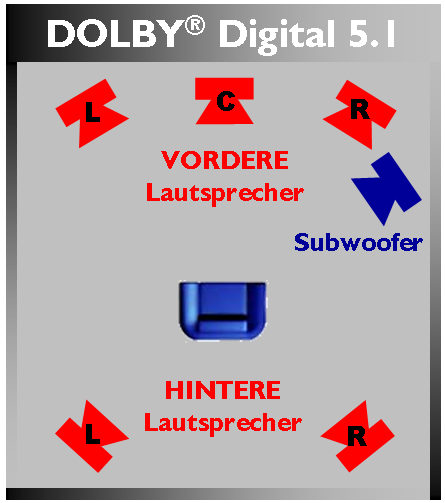
Schematische Darstellung von Dolby Digital 5.1

- Dolby Digital ist das erste Tonsystem mit sechs Lautsprechern und zugleich das erste digitale. Hier wird durch die Hinzufügung eines Subwoofers die Klangvielfalt erweitert. Alle 6 Kanäle werden voneinander getrennt aufgezeichnet.
- Dolby Pro Logic II – Erweiterung des analogen Dolby Pro Logic I um einen weiteren Rückkanal und einen Subwooferkanal
- DTS
- IMAX: Links – Mitte – Mitte oben – Rechts – Hinten links – Hinten rechts – LFE-Kanal in der Mitte unten
- 2+2+2: Links-vorne-unten, Rechts-vorne-unten, Links-hinten, Rechts-hinten, Links-vorne-oben, Rechts-vorne-oben: 6 Kanäle, mit denen auch die vertikale Position einer Schallquelle wiedergegeben werden kann
- Ensonido: Die sechskanalige Tonspur wird durch die Software in einen zweikanaligen Stereo-Downmix heruntergemischt, der die akustischen Raum- und Kopfinformationen enthält.

## 7 Kanäle
6 Kanäle und ein LFE-Kanal. (6.1): Links – Mitte – Rechts – Hinten links – Hinten Mitte – Hinten rechts – Effekt
- Dolby Digital EX
- DTS-ES - Kann aus einer 5.1-Aufnahme ohne zusätzlichen Kanal bei DTS-ES matrix und mit zusätzlichem Kanal bei DTS-ES discrete ein 6.1-System simulieren bzw. ansteuern
- Dolby Pro Logic IIx – Kann aus einer Stereo- oder 5.1-Aufnahme ein 6.1-System simulieren

## 8 Kanäle
7 Kanäle und ein LFE-Kanal: Links – Mitte – Rechts – Hinten links – Hinten Mitte links – Hinten Mitte rechts – Hinten rechts – Effekt
- SDDS
- Dolby Pro Logic IIx – Kann aus einer Stereo- oder 5.1-Aufnahme ein 7.1-System simulieren
- Dolby TrueHD
- DTS-HD Master Audio